# Atlòteta
L'atlòteta (grec antic: ἀθλοθέτης, athothetes) era el magistrat elegit pel poble per a preparar el premi dels concursos. Podia ocórrer que les tasques encarregades a l'atlòteta, les quals eren més variades, corresponguessin si fa no fa a l'agonòteta. La ciutat designava en general diversos atlòtetes, fins i tot si sols n'hi havia un.
A Atenes, després d'haver estat designats per rifa, deu atlòtetes (un de cada tribu) no eren els únics responsables de la preparació dels premis en les Panatenees, principals festes religioses d'Atenes: ells devien assegurar-se també que fos realitzat el peple per a Atenea, i organitzar la processó així com diversos esdeveniments i competicions: lluites eqüestres, concursos de música, gimnàstics, i el lliurament dels premis.